# ویکوار
latitudeویکوارlongitudeویکوار
ویکوار (به انگلیسی: Wickwar) یک روستا در بریتانیا است که در انگلستان واقع شده‌است.

## خصوصیات
ویکوار ۱٬۹۴۳ نفر جمعیت دارد.